# Ana María Picasso
Ana María Picasso Clarke (Lima, 24 de julio de 1984) es una presentadora y periodista peruana.

## Biografía
Hija de Jorge Picasso Salinas y Ana María Clarke Larizbeascoa, su familia es de la ciudad de Ica.
Estudió en el Colegio San Silvestre, de Miraflores. Viajó a Estados Unidos para estudiar Periodismo en la Universidad de Texas en Austin. Una vez graduada de la universidad, consiguió trabajo en Univision, en Dallas, para trabajar como presentadora del noticiero de la tarde, además de hacer reportes especiales en exteriores. Laboró para la cadena poco más de un año. Posteriormente, se trasladó a México, tras conseguir una beca en el CEA (Centro de Educación Artística) de Televisa, donde tomó clases de Historia del Arte, Actuación, Dicción, Conducción, Danza y Trabajo Corporal.
En 2006, Picasso volvió a Lima, donde el año siguiente empezó a laborar como presentadora del programa Central deportiva, en Cable Mágico Deportes. También debutó como actriz, luego de tomar clases de teatro con Bruno Odar, en el musical A pie, descalzos ¡vamos!
Presentó, en verano de 2010, el programa La costa y, seguidamente, ingresó a trabajar al canal RPP TV, con dos programas: Link y Anda y ve.
En 2012, se integró al canal Plus TV para presentar ¡Oh diosas!